# Sevvostlag
Le Sevvostlag (en russe : Северо-восточные исправительно-трудовые лагеря, Севвостлаг, « Camps de travail forcé du Nord-Est ») est un complexe de camps de travail situé dans la Kolyma en URSS, fondé le 1er mars 1932 sous l'autorité du Guépéou puis du NKVD et dissous entre 1949 et 1952.

## Camp de Goulag
Le Sevvostlag louait ses condamnés au trust Dalstroï, ce dernier constituant une entité séparée qui n'avait, au début, rien à voir avec l'administration du Goulag. Le patron du Dalstroï est parfois aussi celui du Sevvostlag (lorsque Stepan Nikolaievitch Garanine est nommé chef du sevvostlag en 1938, le chef du Dalstroi est Karp Alexandrovitch Pavlov). C'était le camp principal du Dalstroï, et en 1940 il comptait environ 200 000 prisonniers. 
La plupart des unités du Sevvoslag se trouvaient le long de la route qui part de Magadan vers le nord.

## Production
L'essentiel de la production des camps de prisonniers provenait de l'exploitation des gisements d'or et d'étain. Certains camps exploitaient également le cobalt, le tungstène, l'uranium, le charbon et d'autres minéraux. Le reste des activités s'articulait autour de la prospection géologique, la construction et maintenance des infrastructures routières, des bâtiments civils et industriels, l'agriculture, l'exploitation forestière, etc.